# Wojciech Stan

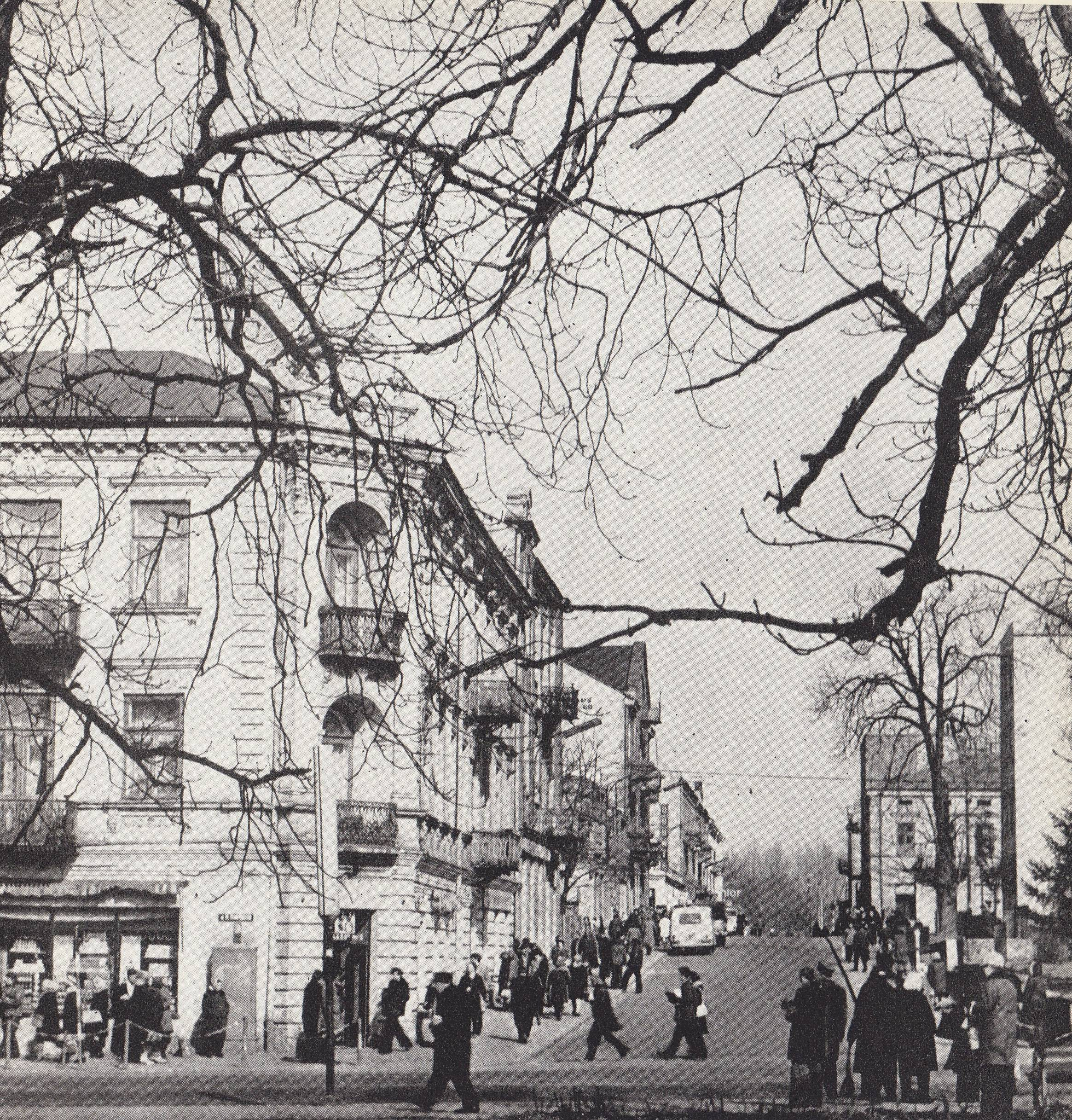
Foto: Wojciech Stan

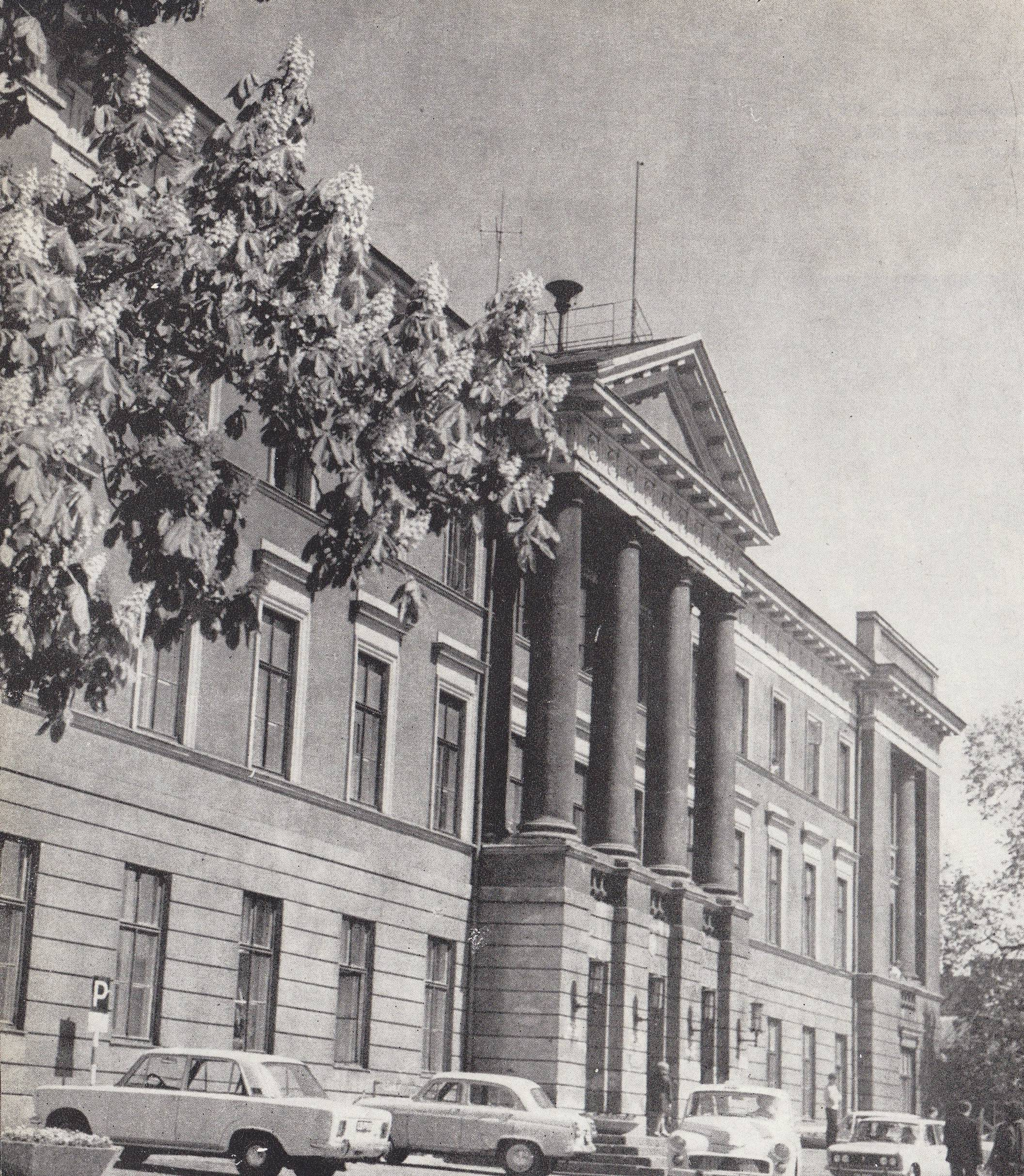
Foto: Wojciech Stan

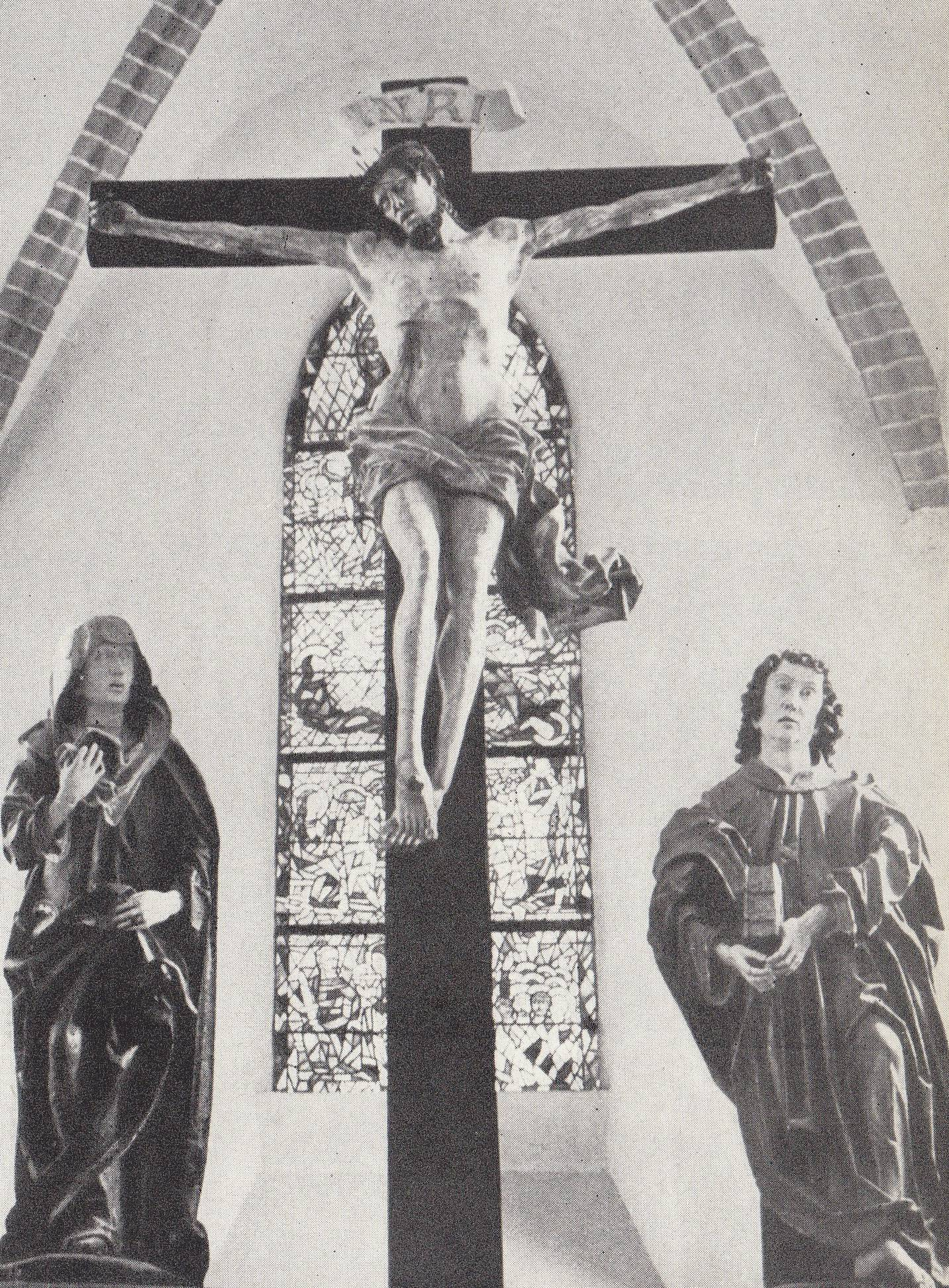
Foto: Wojciech Stan

Wojciech Stan (ur. 1 sierpnia 1934 w Radomiu, zm. 11 sierpnia 2025 w Radomiu) – polski artysta fotograf, fotoreporter. Członek rzeczywisty Okręgu Świętokrzyskiego Związku Polskich Artystów Fotografików. Członek Świętokrzyskiego Towarzystwa Fotograficznego. Fotoreporter Centralnej Agencji Fotograficznej. Członek założyciel, członek rzeczywisty oraz członek honorowy Radomskiego Towarzystwa Fotograficznego. Członek założyciel Twórczego Klubu Filmowego Eskulap w Radomiu. Wykładowca w Wyższej Szkole Dziennikarskiej im. Melchiora Wańkowicza w Radomiu.

## Życiorys
Wojciech Stan był absolwentem Uniwersytetu Jagiellońskiego w Krakowie (1959), w latach 1954–1955 był studentem Wydziału Operatorskiego ówczesnej Państwowej Wyższej Szkoły Filmowej – obecnej Państwowej Wyższej Szkoły Filmowej, Telewizyjnej i Teatralnej im. Leona Schillera w Łodzi. Związany z radomskim środowiskiem fotograficznym – fotografował od połowy lat 50. XX wieku. Miejsce szczególne w jego twórczości zajmowała fotografia architektury, fotografia dokumentalna, fotoreportaż oraz fotografia przyrodnicza (w dużej części poświęcona przyrodzie kręgów podbiegunowych) będąca pokłosiem wypraw artysty do polskich stacji polarnych w Arktyce oraz na Antarktydzie. W 1961 roku był współzałożycielem Radomskiego Towarzystwa Fotograficznego, w którym przez dwie kadencje pełnił funkcję prezesa Zarządu RTF. Był członkiem Towarzystwa Sztuk Pięknych w Radomiu, w którym pełnił funkcję prezesa Zarządu. Był inicjatorem i kuratorem cyklicznych wystaw Zimowego Salonu Sztuki (malarstwo, rysunek, rzeźba). Był członkiem założycielem Towarzystwa Przyjaciół Rzeźby w Orońsku, w którym przez dwie kadencje pełnił funkcję wiceprezesa Zarządu. W latach 1972–1991 był fotoreporterem Centralnej Agencji Fotograficznej. W latach 1976–1978 aktywnie uczestniczył w pracach artystycznej Grupy 10x10, funkcjonującej przy Kieleckiej Delegaturze ZPAF. W 1978 wyjechał do Antarktyki z wyprawą organizowaną przez Polską Akademię Nauk, w wyprawie uczestniczył wraz z Włodzimierzem Puchalskim. W następnym roku uczestniczył w wyprawie Spitsbergen '79. 
Wojciech Stan był autorem i współautorem wielu wystaw fotograficznych; indywidualnych i zbiorowych; w Polsce i za granicą. Jego fotografie wielokrotnie doceniano licznymi akceptacjami, medalami, nagrodami, wyróżnieniami, dyplomami, listami gratulacyjnymi. Był autorem wielu albumów fotograficznych oraz autorem zdjęć do kilkudziesięciu publikacji (m.in. albumowych). W 1978 roku został przyjęty w poczet członków rzeczywistych Związku Polskich Artystów Fotografików (legitymacja nr 482), gdzie przez dwie kadencje pełnił funkcję przewodniczącego Okręgowej Komisji Kwalifikacyjnej Okręgu Świętokrzyskiego ZPAF.  
Za wieloletnią działalność na rzecz Państwowego Muzeum na Majdanku został odznaczony Krzyżem Kawalerskim Orderu Odrodzenia Polski. W 2016 roku obchodził jubileusz 60-lecia pracy twórczej – wówczas został uhonorowany Medalem Okręgu Świętokrzyskiego ZPAF. W 2023 został odznaczony Brązowym Medalem „Zasłużony Kulturze Gloria Artis”.

## Odznaczenia
- Krzyż Kawalerski Orderu Odrodzenia Polski – za wieloletnią twórczą działalność poświęconą byłemu obozowi zagłady na Majdanku (1980)[1][7][8][23]
- Medal Okręgu Świętokrzyskiego ZPAF (2016)[14]
- Brązowy Medal „Zasłużony Kulturze Gloria Artis” (2023)[26]